# ク9 (航空機)
ク9は、大日本帝国陸軍が計画した滑空機（軍用グライダー）。実機の完成には至っていない。

## 概要
第二次世界大戦中に、陸軍からの開発指示を受けた福田軽飛行機が開発していた、10名までの兵員を輸送できる軽輸送滑空機。完成に至らぬまま計画は中止されている。